# Tales of Symphonia
Tales of Symphonia är ett japanskt rollspel som ursprungligen släpptes till Gamecube och senare i en något uppdaterad version till Playstation 2 (men endast i Japan). Spelet utvecklades av Namco. Det är en del av Tales-serien och kan ses som en prequel till Tales of Phantasia och dess uppföljare. En uppföljare, Tales of Symphonia: Dawn of the New World, har släppts till Wii.

## Handling
Dvärgen Dirks adoptivson Lloyd Irving och hans vän Genis Sage blir, efter att deras fridfulla hemby blivit nedbränd, tvungna att följa med den utvalda Colette på en resa med syfte att återställa världen till dess forna glans. Snart upptäcker de att deras uppgift går ut på så mycket mer, och att man inte kan lita på någon, inte ens sitt förflutna.